# Samblagem por furo e respiga

Samblagem por furo e respiga de canto

Samblagem por furo e respiga em T

Uma ensabladura de respiga ou samblagem por furo e respiga é uma técnica de ensambladura em carpintaria, semelhante à técnica de caixa e espiga, no qual se corta uma espiga na extremidade de um dos elementos que depois encaixa no orifício do outro elemento. No entanto, ao contrário da técnica de caixa e espiga, tanto o corte da espiga como da caixa é feito a toda a largura dos elementos.